# Хроноклазм
Хронокла́зм (англ. chronoclasm) — в научной фантастике одно из возможных последствий путешествий во времени. В результате встречи людей из разных эпох происходит передача идей и информации из будущего в прошлое. Это вызывает какие-то события и действия в прошлом, но все их последствия уже отражены в будущем. Таким образом, реальность не меняется, все когда-либо созданные кольца хроноклазмов уже включены в ход истории. Наоборот, отмена одного из хроноклазмов приведёт к изменению будущего. Концепция хроноклазма прямо противоположна концепции эффекта бабочки, где любое воздействие на прошлое вызывает в зависимости от концепции, мгновенный, либо лавинообразный эффект на будущее.

Термин составлен из греческих элементов chrono- (время) и -clasm (сломанный), то есть может быть переведён как «излом времени».

## История
Термин был введён писателем-фантастом Джоном Уиндемом в его рассказе «Хроноклазм», написанном в 1953 году. Русский перевод рассказа был включён в знаменитый сборник «Современная зарубежная фантастика», который вышел в 1964 году. Этот сборник произвёл настоящий фурор среди читателей СССР, что способствовало популярности термина в русском языке.
Из относительно недавних произведений термин встречается у, например, Василия Головачёва в его книге «Схрон», написанной в 1999 году. На встрече двух людей из альтернативных реальностей выясняется, что оба знают этот термин. Однако в реальности нашей Земли это осталось словом, которое «выдумали писатели, сочинявшие ситуации с пересечением времен», а в другой реальности это «сугубо научный термин и означает нарушение связности времени и пространства».

## Примеры хроноклазмов
- В романе Л. И. Лагина «Голубой человек» (1964, опубликован в 1967) на интересы, воспитание, судьбу главного героя — воспитанника советского детского дома — в 1959 году оказывает влияние преподавательница, старая большевичка. Затем герой попадает в Москву 1894 года и сам, в свою очередь, воспитывает и определяет судьбу девятилетней девочки. Она становится революционеркой и потом в старости воспитывает его самого в детском доме.
- В романе Гарри Гаррисона «Фантастическая сага» викинги в начале XI века открывают Америку только потому, что в XX веке находящаяся на грани банкротства киностудия решает срочно снять «с натуры» фильм про открытие Америки викингами.
- В фильме «Назад в будущее» герой Майкла Джея Фокса Марти Макфлай исполняет песню Чака Берри «Johnny B. Goode», и гитарист группы, выступавшей на школьном балу, Мартин Берри звонит своему кузену Чаку и с восторгом направляет трубку телефона на сцену, предлагая послушать песню с совершенно новым и потрясающим звучанием.
- В романах Р. Хайнлайна «Все вы, зомби… (Уроборос)» и Ч. Паланика «Рэнт: биография Бастера Кейси» главные герои вследствие путешествий во времени становятся своими собственными предками.
- В 3-й части Серии романов о Гарри Поттере Гарри используя маховик времени перемещается в прошлое и спасает себя от Дементоров.
- В телесериале «Доктор Кто»: серии «Не моргай», «Раскол во времени», «Барабанная дробь», «Огни Помпеи», «Воды Марса», «Большой взрыв», «Свадьба Ривер Сонг», «Ангелы захватывают Манхэттен», «Имя Доктора», «День Доктора», «Время Доктора», «Слушай», «Ограбление во времени», «Фамильяр ведьмы», «Перед потопом».
- Серия фильмов Терминатор: Джон Коннор отправляет своего друга Кайла спасти свою мать от робота-убийцы. Кайл и Сара влюбляются друг в друга, в результате чего Кайл оказывается отцом Джона.